# 咒 (電影)
《咒》是一部於2022年上映的台灣拾得錄像恐怖片，也是台灣自製首部邪教題材驚悚電影，同時也是「一字宇宙」系列的第一部電影，該部電影由柯孟融執導並與張喆崴編劇，主演陣容包括蔡亘晏、黃歆庭、高英軒、林敬倫、温慶禹等人。牽猴子股份有限公司負責發行。
本片以「偽紀錄片」形式展現，由女主角李若男（蔡亘晏飾）第一人稱拍攝、剪輯而成；講述一位單親媽媽受邪神詛咒糾纏的駭人經過，並使用大量自白於觀眾的互動式橋段、視覺暫留，營造打破第四面牆的觀影體驗。  
2022年6月8日，Netflix拿下本片在串流平台上的播放權，並宣布本片將於同年7月8日全球獨家上架。2022年7月13日，《咒》入榜Netflix全球電影榜前10名。最高紀錄搶進Netflix全球電影榜第3名。

## 靈感來源
本電影靈感，來自高雄市鼓山區，有一戶吳姓人家，家中成員有二男四女，長期篤信位於高雄市楠梓區的一戶住宅式神壇，於2005年（民國94年），三女去過該神壇，回家後即自稱被哪吒三太子附身起乩，並說在臺北經營餐飲業的長女被邪靈纏身，必須回家才有救。吳家母親立刻將長女從臺北帶回高雄，但長女回家後，每天晚上都夢到被性侵而不敢睡覺，後來接到一通詭異電話後，開始言語失常，且自稱被觀音菩薩附身，居然每天自殘。
吳家人於是去到該高雄市楠梓區神壇求助，經過該神壇的神示之後，認定家中三太子神像被惡靈盤踞，將三太子神像拿去楠梓交流道旁燒掉，並以坐禪、念咒、收驚等方式加以祈福。由於神壇的指示，非但沒有使他們心情平靜，更讓六人都出現精神病症狀，一個接一個跟著起乩，且全家都自稱是神靈附體，父親是玉皇大帝、母親是王母娘娘、長女是觀音菩薩，次女是七星娘娘、么女是哪吒三太子、兒子是濟公禪師，但六人互相不承認對方是真正神靈，互指為惡魔裝神弄鬼，並以拿線香互灼、拿神主牌互毆、相互餵食排泄物等方式來驅魔，最後大家表決出長女是為最大惡靈，長女被虐並被禁錮在家中，最後全身遍體鱗傷，活活餓死。而吳家五人還守著發黑腐爛的遺體，堅信長女只是因為惡靈被驅趕出體內後而精力耗盡，才會起不了床。直到母親被長女冤魂附身，眾人才相信長女已死。
在鄰居報案後，事件披露出來，吳家五人矢口否認長女被虐致死，只認為長女是起乩後體力不支而死，地檢署將吳家五人以「遺棄致死罪」起訴。精神科醫師鑑定為集體性妄想症。

## 宗教設定
本片採用大量的印度教、佛教密宗、道教元素，導演柯孟融在訪談時說劇中的宗教設定都是虛構的：「大黑佛母和所有神像的設計和製作最燒錢，我們把錢都砸在這裡了！尤其是那一尊大黑佛母是我們去找人做的，手印、咒語到符咒符號都是我們虛構的。不過能讓大家一直問是不是真的存在的神明，代表我們的美術團隊真的很厲害！」有一些情節，則取材自柯孟融幼年聽過的鬼故事。
劇中「大黑佛母」的形象，可能參考了佛教與印度教的大黑天、大黑神女、鬼子母神、大白傘蓋佛母等，「大黑」二字可能取材自大黑天、大黑神女；另外，佛教有專門抵抗各種邪術的「大白傘蓋佛母」，而「大黑」似為「大白」的反動。佛母抱著嬰兒，周遭也奉祀了許多「嬰兒」，則類似佛教中鬼子母神的造像。也可能還有臺灣民間信仰的女鬼與石母元素。清代東軒主人《述異記》中〈抹臉兒術〉一則，有殺人取臉獻神的情節，死者正好與佛母的面容暗合。

大黑佛母像

## 劇情
李若男終於接回分開六年的愛女「朵朵」，並買了一台攝影機為朵朵留下珍貴的影像。孰料與朵朵重溫母女天倫之後，家中怪事不斷，若男發現朵朵似乎有陰陽眼，能看到常人所不能見之物，這讓若男回憶起六年前的怪事。
六年前，若男跟男友陳立東（阿東）、男友的堂弟陳振原（阿原）組了一個自媒體工作室「破鬼特攻隊」，他們四處探訪鬼屋，破解鬼故事與都市怪談，主打破除迷信。在一次企劃，他們到達阿東遠親深山中的「陳家庄」，想探索陳家庄中被封印的詭異地道。陳家庄信仰一個以「大黑佛母」為主神的雲南系附佛外道的秘密宗教，陳家人夜夜祭祀、扶乩，並打著手印、念誦意義不明的「火佛修一，心薩嘸哞」八字咒語，小仙童並特別道出若男已有身孕。特攻隊三人在禮佛完畢之後，突破層層封鎖，夜半潛入地道一探究竟。但孰料阿東在地道中慘死，阿原則在地道中發瘋，一出地道也離奇喪命，陳家庄成為廢墟。在阿東、阿原同時過世後，李若男父母也在一場車禍中身亡。若男經此重大打擊後，開始精神失常，並在生下阿東的遺腹女「朵朵」後，被家事法庭判決喪失監護權，應由寄養家庭家主謝啟明暫時中途照顧。
在經過六年的休養生息，若男漸漸走出陰霾，精神狀態恢復正常後，找到了電視臺化妝師的工作，並說服法官，讓朵朵回到自己身邊。於母女團圓之後，卻見朵朵罹患重病，皮膚潰爛、牙齒異常生長並掉落，最後還雙腳殘廢、生命垂危。若男遭遇到愛女身染怪病的打擊，再一次精神異常，法院認為若男照顧失當，因此判決若男再次的失去監護權。若男不願再與女兒分離，在謝啟明的幫助下，逃出社會局與警方的追捕，「劫走」了女兒。
若男知道是六年前觸犯的禁忌，導致今天的下場，但她還是堅信可以救回命在旦夕的愛女，於是到王爺廟向廟內法師「阿清師」求助，阿清師要求若男讓「朵朵」斷食七日，連水都不能喝，才能讓其體內的蠱死亡，阿清師之妻明言若男如無法應允請離開，因為阿清師需賭命與「佛母」鬥法，若男應允但最終忍不下心，讓朵朵吃了最喜歡的鳳梨，這造成王爺法術被破，害死阿清師及其妻。王爺們也因此不願幫助若男，五尊神像居然同時自行「轉頭」。
另一方面，啟明藉由修復軟體，回復了當年的影片檔，根據內容自行到雲南尋找佛教高僧大禪師解密，問出「咒」真正的意思。原來過去曾有個供奉「大黑佛母」的秘教家族，他們以孩童之肉為供品，借佛母之力施行邪術為自己牟利，造業無數，最終因控制不了佛母的力量，反被詛咒，為此後代都要承當業障，而這個家族的後裔就是後來聚居在陳家庄的陳氏一族。陳家為求自保，而將佛母封印在地道深處，並定期舉辦儀式來轉移詛咒，但當年阿東與阿原的所作所為使封印出現破損，讓詛咒洩漏出來，首當其衝的兩人才遭佛母咒殺，而流有陳家血脈的朵朵則是佛母現在的目標。啟明總算得知了一切來龍去脈，但也發覺到影片本身已成為詛咒媒介，自己在研究過程中深陷詛咒，在將影片之外所查到的訊息都傳給若男後，也跟著咒發身亡。
最後，若男透過結手印、念咒語等方法，試圖解開這個「咒」，並邀請觀眾與她一起「集氣祈福」。
片尾，若男回到當年的地道，破壞地道的一切封印並以割下小仙童的耳朵做祭品，完成完整的儀式。最後她坦白拍片的目的是要看過片的人一起分擔朵朵的詛咒，教觀眾的咒語與影片中出現的符號都是用來轉移詛咒的邪法，隨後用紅布遮住眼睛，伸手揭開了大黑佛母神像頭上的紅遮布，讓鏡頭直看佛母的臉。只見佛母的臉是一個大黑洞，散發不詳的聲音與惡意，隨後若男中邪撞頭而死。
但片尾花絮卻發現原來若男在六年前妊娠時已經向同一位高僧查詢有關咒語的含意......

## 演員

### 主要演員
| 演員   | 飾演角色       |
| ------ | -------------- |
| 蔡亘晏 | 李若男         |
| 黃歆庭 | 陳樂瞳（朵朵） |
| 高英軒 | 謝啟明         |
| 林敬倫 | 陳立東（阿東） |
| 温慶禹 | 陳振原（阿原） |

### 次要演員
| 演員   | 飾演角色   |
| ------ | ---------- |
| 陳昭妃 | 小仙童     |
| 謝采潔 | 大仙童     |
| 林義欽 | 舅公       |
| 官賢妹 | 神婆       |
| 黃玲   | 霞姐       |
| 朱株   | 小芬       |
| 楊文文 | 心理醫生   |
| 彭義   | 廟公       |
| 黃馨慧 | 廟婆       |
| 韓啟東 | 若男爸     |
| 王臻懿 | 若男媽     |
| 宋燕旻 | 女主播     |
| 儲榢逸 | 髮型師同事 |
| 梁瑋庭 | 化妝助理   |
| 邱顕鈞 | 邪教徒     |
| 柯俊旭 | 邪教徒     |
| 郭森澤 | 邪教徒     |
| 阮今天 | 邪教徒     |
| 林宥勳 | 邪教徒     |
| 許志誠 | 邪教徒     |
| 鄭培維 | 邪教徒     |
| 謝建華 | 邪教徒     |
| 簡宗福 | 邪教徒     |
| 王耀雄 | 邪教徒     |
| 白欣平 | 記者       |
| 陳榮吉 | 釣客       |
| 季諾   | 男同學     |
| 戴昆憲 | 幼稚園園長 |
| 洪毓璟 | 房仲       |
| 黃政雄 | 攤販老闆   |
| 陳銀貴 | 皮膚科醫生 |
| 胡海平 | 主治醫生   |
| 常再興 | 鎮上醫生   |
| 閻俊瑋 | 嚮導       |
| 林四鎮 | 大禪師     |
| 符榮吾 | 隨行和尚   |
| 陳凱暄 | 護士       |
| 周宇軒 | 玻璃師傅   |
| 林紀瑄 | 玻璃導覽員 |

### 替身演員
| 演員   | 飾演角色 |
| ------ | -------- |
| 王華倫 | 阿東替身 |
| 洪啟仁 | 阿原替身 |

## 票房
《咒》於2022年3月18日在臺灣上映，在單日創下超過新台幣600萬票房的成績，榮登2022年台灣電影首日票房冠軍。首周末2252.5萬登頂票房冠軍，第二周好口碑效應票房增漲5598.3萬蟬聯票房冠軍。超越校園愛情電影《我吃了那男孩一整年的早餐》票房，2022年4月1日在臺灣上映第15日，票房累計正式突破1億新臺幣，也是2022年首部突破1億票房的台灣電影，第三周話題延燒票房穩定增漲5537.6萬，達成三連霸票房冠軍，因新型冠狀肺炎（Covid-19）疫情4月初再度升溫，全台戲院票房整體下滑，第四周票房只成長1678.5萬，但達成四連霸票房冠軍，也成為繼2013年上映的《總舖師》電影後，睽違近9年再度有連續4週拿下票房冠軍的台灣電影。票房累計已超過新臺幣1億7千萬。
| 上一届： 《蝙蝠俠》 | 2022年台北週末票房冠軍 第12、13、14週 | 下一届： 《失落謎城》 |

## 評價
《咒》上映後獲得廣泛迴響，中國大陸對本片的評價趨於兩極，在豆瓣的平均分數6.9。本片在網際網路電影資料庫的平均分數為6.2。
《咒》在台北电影节大勝，高英轩拿下最佳男配角，女主角蔡亘晏则入围影后，电影也拿下最佳行销奖。
《咒》登上Netflix短短数小时就引起多国家强烈回响，创纪录成为首部Netflix全球排名前十的台湾电影，甚至一度在全球非英语圈中收看人数的排行榜上排名前三，也是排行第一的臺灣電影。据Netflix官方数据网站「Netflix Top 10」统计，《咒》上映一周间，已在全球累积324万小时观看纪录。
导演柯孟融透露感到受宠若惊，身为导演，作梦都没想过，总觉得是在平行时空发生的事，感谢所有的爱所有的一切。《咒》在台湾上映后口碑票房双赢，但柯孟融一度很担心外国人会无法理解当中的宗教元素或是恐怖布局，没想到在Netflix上映之后，从网民的解析或回馈中看出，对他们而言，从未接触的东方元素反倒大大加深其在电影中的神秘感，另外导演也提及，未来可能会做互动式音乐会电影原声带，并规划户外场地活动让粉丝可以近距离体验，预计会有各种真人表演。
根据FlixPatrol12日的数据统计，《咒》在Netflix台湾、日本、香港、马来西亚、新加坡、印尼、越南、韩国、北美稳坐观看排名冠军，全球总排名挤进第8。创新纪录写下台湾电影在Netflix播出的最佳成绩。在刚结束的台北电影节，高英轩以《咒》拿下最佳男配角，女主角蔡亘晏则入围影后电影也拿下最佳行销奖。除了上半年在台湾拿到票房的佳绩外，如今在国际平台上架，更是在全球引起热度。《咒》今年3月在台湾上映，累计新台币1亿7000万元（约800万新元）票房后成为台湾原创恐怖片影史票房第一；7月8日在Netflix全球独家上线后，一度在全球非英语电影收看人数的排行榜上排名第四。
除了在台湾爆紅之外，就连在日本也拿下第一名，受到日本網路一片好評。众多日本网友纷纷在推特（Twitter）推廣《咒》，恐怖漫画《阴阳眼见子》作者泉朝树也有发表观看心得：「有人可以陪我上厕所吗？」此外包括全球知名游戏制作人小岛秀夫也特别转贴《咒》登上Netflix上映的消息。而在YouTube拥有196万人追踪的日本虚拟YouTuber兔田佩克拉，也不断推介粉丝们一起看《咒》，希望粉丝一起感受大黑佛母的魅力，「你们不看咒的话，佩克酱就没办法得到幸福了～」。

## 續集
2022年4月30日，導演柯孟融向大眾透露，《咒》續集確定籌備中並開拍，於5月2日正式釋出海報，題名《咒2》，並以飾演「朵朵」的童星黃歆庭為視角，用反其道而行之的拍攝手法，來延續《咒》的世界觀。畢竟一開始，在完成整部長片後，柯孟融就從未有開拍續集的打算，直到兩個星期前，他發現有一篇以孩童為視角，內核成人化，且他本人所中意的題材，加上黃歆庭在電影中的表現大為出色，完全貼切於該電影，才決定開拍續集。

### 《咒》與「一字宇宙」
在《咒》上映後就好評不斷，票房蒸蒸日上，柯孟融對於佳績謙稱，身为导演，作梦都没想过，真的受寵若驚。並稱接下來將會推出以「台灣近年來恐怖、真實的事件」為主題的「一字」系列，發展一個屬於台灣的恐怖片的世界觀「一字宇宙」。
所謂「一字」，就是電影題名就只有一個字的意思。柯孟融還透露，手上已經有四個主題，分別是《醃》、《偶》、《困》和《葬》，這些主題必須要具備「商業國際化」、「價值觀前衛」、「完成度高」、「在地、真實、私密」等以下因素，預計將會從中選出兩個，逐步啟動「一字宇宙」三部曲。
事實上，在2017年，原本柯孟融已經計劃拍出一部名為《鬼島》的三段式電影，這三段故事就分別是現在的實驗片《咒》、傳統鬼片《醃》和親情驚悚片《困》，結果因三段式電影在台灣影視界似乎不受歡迎，以及暫時籌措不到投資金的緣故，而從2020年開始，一點一滴地籌備下，改成單拍《咒》整部長片以及「一字宇宙」三部曲的啟動，而《咒》連同續集則成為三部曲的外傳性質電影。

## 衍生作

### 遊戲
2023年，大宇資訊宣布與《咒》合作以製作電影改編恐怖遊戲。該作品劇情將以原版延伸的獨立故事為背景展開，並在2024年11月18日於Steam平台發行。

## 獲獎與提名
| 類別                     | 頒獎日期            | 入圍者／作品                   | 獎項                   | 結果 | 參考   |
| ------------------------ | ------------------- | ------------------------------ | ---------------------- | ---- | ------ |
| 第24屆烏迪內遠東國際影展 | 2022年4月22日至30日 | 《咒》                         | 競賽單元               | 提名 | [ 24 ] |
| 第21屆瑞士紐沙特奇幻影展 | 2022年7月1日至9日   | 《咒》                         | ULTRA MOVIES           | 提名 |        |
| 台北電影節               | 2022年7月8日        | 《咒》                         | 最佳電影行銷           | 獲獎 |        |
| 台北電影節               | 2022年7月8日        | 《咒》                         | 最佳海報               | 提名 |        |
| 台北電影節               | 2022年7月8日        | 《咒》                         | 最佳預告片             | 提名 |        |
| 台北電影節               | 2022年7月8日        | 《咒》                         | LINE TODAY觀眾票選海報 | 提名 |        |
| 第24屆台北電影獎         | 2022年7月9日        | 《咒》                         | 最佳劇情長片           | 提名 |        |
| 第24屆台北電影獎         | 2022年7月9日        | 柯孟融                         | 最佳導演               | 提名 |        |
| 第24屆台北電影獎         | 2022年7月9日        | 蔡亘晏                         | 最佳女主角             | 提名 |        |
| 第24屆台北電影獎         | 2022年7月9日        | 高英軒                         | 最佳男配角             | 獲獎 |        |
| 第24屆台北電影獎         | 2022年7月9日        | 陳克勤                         | 最佳攝影               | 提名 |        |
| 第24屆台北電影獎         | 2022年7月9日        | 陳若宇                         | 最佳美術設計           | 獲獎 |        |
| 第24屆台北電影獎         | 2022年7月9日        | 夢想動畫                       | 最佳視覺效果           | 提名 |        |
| 第31屆4A創意獎           | 2022年10月7日       | 《咒》                         | 最佳整合行銷溝通創意獎 | 佳作 |        |
| 第59屆金馬獎             | 2022年11月19日      | 《咒》                         | 最佳劇情片             | 提名 |        |
| 第59屆金馬獎             | 2022年11月19日      | 柯孟融                         | 最佳導演               | 提名 |        |
| 第59屆金馬獎             | 2022年11月19日      | 蔡亘晏                         | 最佳女主角             | 提名 |        |
| 第59屆金馬獎             | 2022年11月19日      | 高英軒                         | 最佳男配角             | 提名 |        |
| 第59屆金馬獎             | 2022年11月19日      | 黃歆庭                         | 最佳新演員             | 提名 |        |
| 第59屆金馬獎             | 2022年11月19日      | 張喆崴、柯孟融                 | 最佳原著劇本           | 提名 |        |
| 第59屆金馬獎             | 2022年11月19日      | 陳克勤                         | 最佳攝影               | 提名 |        |
| 第59屆金馬獎             | 2022年11月19日      | 柯孟融                         | 最佳剪輯               | 獲獎 |        |
| 第59屆金馬獎             | 2022年11月19日      | 陳若宇                         | 最佳美術設計           | 提名 |        |
| 第59屆金馬獎             | 2022年11月19日      | 董彥秀、儲榢逸                 | 最佳造型設計           | 提名 |        |
| 第59屆金馬獎             | 2022年11月19日      | 黃閔彬、謝孟成、盧冠松、李哲誠 | 最佳視覺效果           | 提名 |        |
| 第59屆金馬獎             | 2022年11月19日      | 李銘杰                         | 最佳原創電影音樂       | 提名 |        |
| 第59屆金馬獎             | 2022年11月19日      | 高偉晏、李銘杰、Richard HOCKS  | 最佳音效               | 獲獎 |        |
| 第59屆金馬獎             | 2022年11月19日      | 《咒》                         | 觀眾票選最佳影片       | 提名 |        |
| Asian Films of 2022      | 2022年12月21日      | 《咒》                         | 2022年度25佳亞洲電影   | 獲獎 |        |
| 第4屆台灣影評人協會獎    | 2023年3月21日       | 《咒》                         | 最佳影片               | 提名 |        |
| 第4屆台灣影評人協會獎    | 2023年3月21日       | 柯孟融                         | 最佳導演               | 提名 |        |
| 第4屆台灣影評人協會獎    | 2023年3月21日       | 柯孟融、張喆崴                 | 最佳劇本               | 提名 |        |
| 第4屆台灣影評人協會獎    | 2023年3月21日       | 蔡亘晏                         | 最佳女演員             | 提名 |        |
| 第4屆台灣影評人協會獎    | 2023年3月21日       | 陳若宇                         | 特別表揚               | 獲獎 |        |

## 備註
1. ↑  2002年電影《雙瞳》含有美國公司的資金。
2. ↑  或作時母、迦梨母，雪山神女的兇惡化身
3. ↑  拍攝地點是萬里國聖仁和宮，主祀周倉王爺，但戲中只知道是王爺，未說明王爺是周倉。

## 外部連結
- 咒的Instagram帳戶
- 咒的Facebook專頁
- 開眼電影網上《咒》的資料（繁體中文）
- 台灣電影網上《咒》的資料（繁體中文）
- 豆瓣电影上《咒》的資料 （简体中文）
- 互联网电影数据库（IMDb）上《咒》的资料（英文）